# Стрингер (авиация)

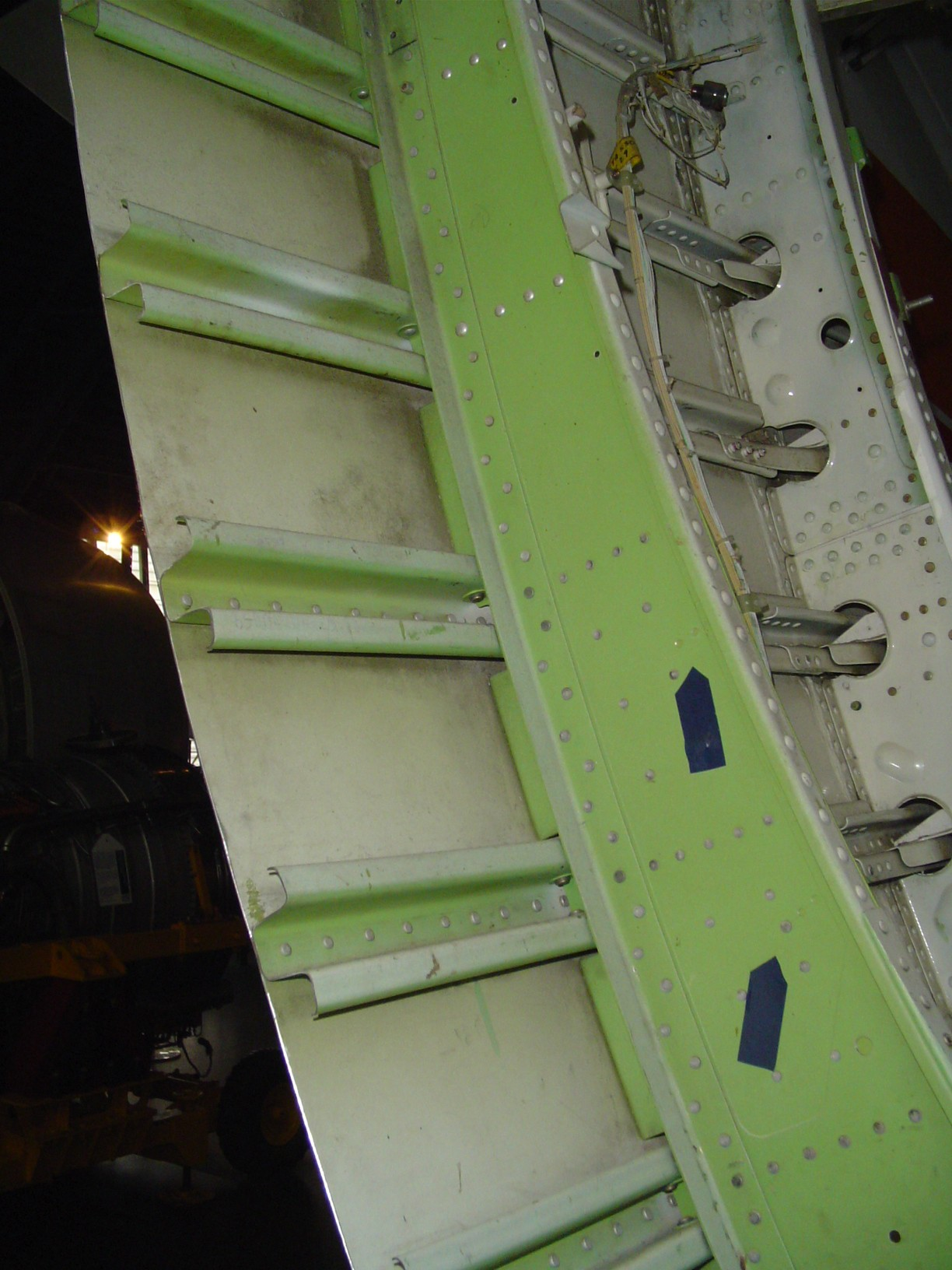
Стрингерный фюзеляж самолёта Boeing 747

Стри́нгер (фр. stringer — продольная балка, тетива) — продольный элемент силового набора летательного аппарата, связанный с обшивкой и нервюрами крыла или шпангоутами фюзеляжа. Предназначен для восприятия осевых усилий растяжения и сжатия. Он воспринимает также и местные аэродинамические нагрузки, подкрепляет обшивку, повышая её жёсткость. В зависимости от назначения и расположения стрингеры бывают местного усиления (в местах действия сосредоточенных нагрузок или по краям вырезов в обшивке), типовые (обеспечивают жёсткость конструкции), стыковые (по стыкам обшивки), лобовые и концевые. В конструкциях современных самолётов устанавливаются стрингеры из прессованных и гнутых профилей с шагом 150…400 мм. Для повышения живучести конструкции в местах возможного появления трещин в обшивке ставятся стрингеры из высокопрочных материалов, которые выполняют роль ограничителей распространения трещин («стопперы»).
В некоторых силовых схемах имеется мощный стрингерный набор, где пояса лонжеронов слабо выражены. В этом случае площади поперечных сечений поясов лонжеронов того же порядка, что и площади сечений стрингеров. Таким образом, стрингеры отличаются от лонжеронов более слабым сечением.

## Функции
Функции определяются конструктивно-силовой схемой. В лонжеронном крыле стрингеры служат для подкрепления обшивки с целью повышения её критических касательных напряжений при работе крыла на кручение и изгиб и участвуют совместно с обшивкой в передаче аэродинамической нагрузки на нервюры, работая на поперечный изгиб. В моноблочном крыле, кроме того, стрингерный набор совместно с обшивкой воспринимает большую часть изгибающего момента. Стрингеры и обшивка при этом работают на сжатие или растяжение, в них действуют нормальные напряжения. Вес стрингеров составляет в зависимости от конструкции 3—12% от веса всего крыла.
В конструкции фюзеляжа стрингеры также выполняют свою роль в зависимости от схемы. В стрингерных фюзеляжах («полумонокок») нагрузка воспринимается обшивкой, подкреплённой большим количеством стрингеров, иногда в набор входят лонжероны. Такой тип фюзеляжа имеют Ту-154, Ил-96, SSJ. В лонжеронно-стрингерных фюзеляжах в местах, где необходимо делать большие вырезы используется лонжеронная схема, переходящая затем в стрингерную за счёт добавления стрингеров и уменьшения сечений лонжеронов (как на МиГ-15).

## Формы сечений
Различают стрингеры прессованные и гнутые, открытого и закрытого сечения.
Прессованные профили имеют более высокие критические напряжения сжатия, чем гнутые профили подобных сечений и равной поперечной площади. Поэтому в сжатых панелях моноблочных крыльев применяются, как правило, стрингеры из прессованных профилей. Гнутые профили применяются иногда для стрингеров, которые при основной нагрузке, действующей на крыло, работают на растяжение. Закрытые профили, образуя совместно с обшивкой замкнутый контур, обеспечивают получение более высоких критических напряжений, чем равные по площади сечения профили других типов.
Для уменьшения массы и создания равнопрочной конструкции стрингеры делаются с переменной по размаху площадью поперечного сечения, уменьшающейся к концам крыла. Толщина стенок стрингеров обычно заключается в пределах  от 0,5 до 3,0 мм.